# Coluria oligocarpa
Coluria oligocarpa là loài thực vật có hoa trong họ Hoa hồng. Loài này được (J. Krause) F. Bolle mô tả khoa học đầu tiên năm 1931.